# Catáfilo

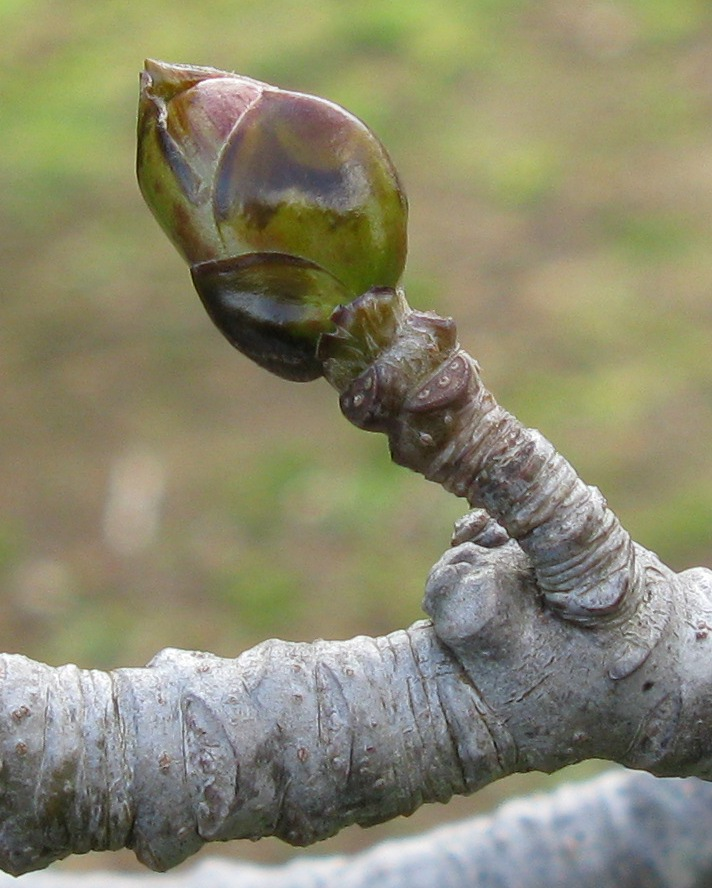
Broto de Liquidambar styraciflua; os catafilos que cobrem o broto contém um pouco de clorofila, mas eles se desprendem e não se tornam folhas fotossintéticas verdadeiras.

Em botânica, um catafilo é uma folha reduzida e pequena, frequentemente não fotossintetizante, que geralmente conferem proteção a gemas dormentes e, em alguns casos, agem como reservas de nutrientes. Muitas plantas possuem "folhas verdadeiras" que realizam a maior parte da fotossíntese, e catafilos, que são modificados para desempenhar outras funções.
Catafilos incluem brácteas, bractéolas e escamas, bem como quaisquer folhas pequenas que se assemelhem a escamas. Quando precedem a formação das folhas (como em Philodendron), também são folhas não fotossintéticas, mas que guarnecem outras estruturas (como gemas apicais ou laterais). Em alguns casos especiais, atuam como órgão de armazenamento, como nos bolbos.